# Thang cuốn

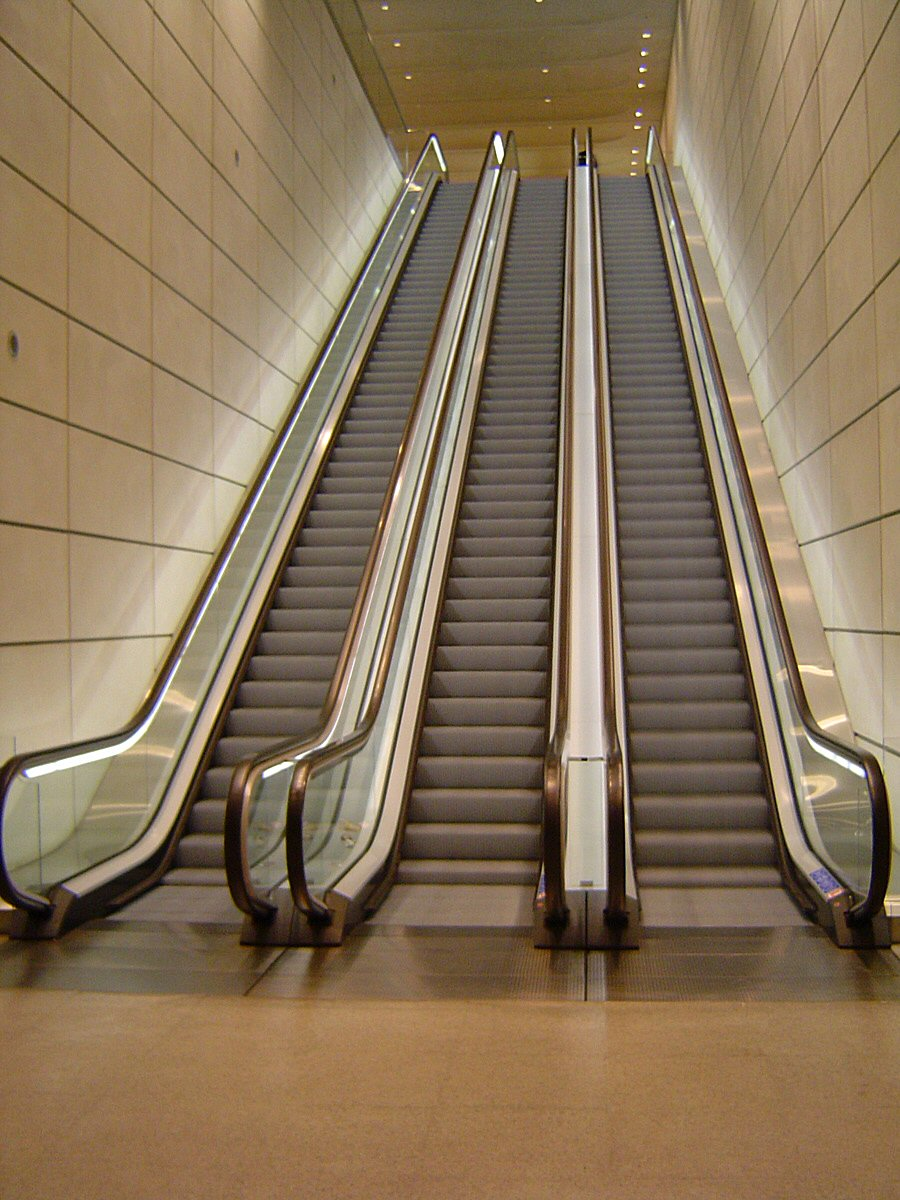
Thang cuốn tại Canary Wharf, London.

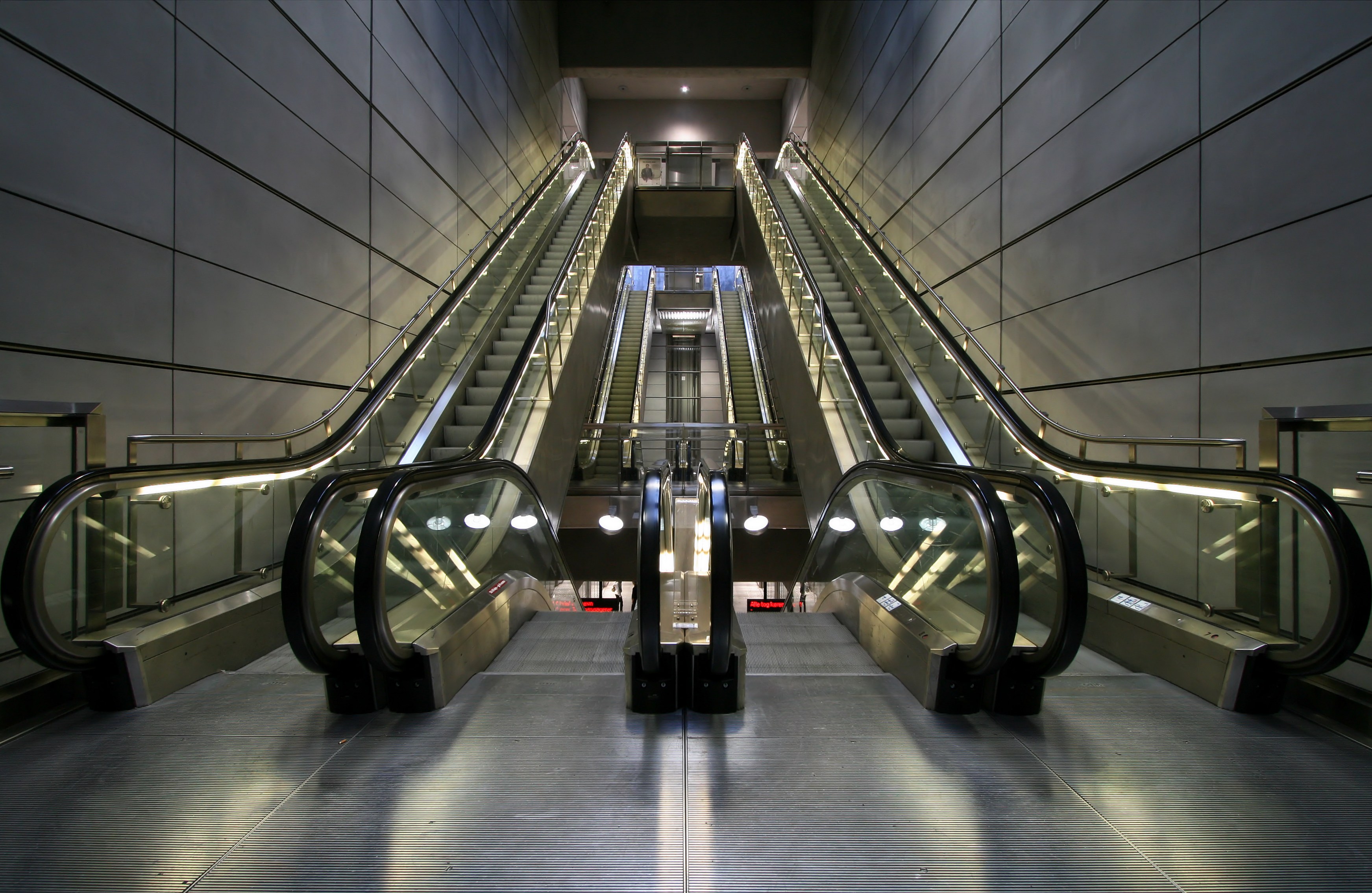
Thang cuốn trong một ga tàu điện ngầm của Metro Copenhagen

Thang cuốn, trong một số trường hợp cũng được gọi là thang máy hay cầu thang máy, là một thiết bị vận chuyển người, dạng băng tải. Thang cuốn gồm hệ thống những bước thang có thể chuyển lên trên hay xuống dưới liên tục luân phiên nhau thành vòng tròn khép kín, và ăn khớp với nhau bằng những khe sâu trên bề mặt. Đường đi của thang cuốn phổ biến là đường thẳng nhưng một số khác được thiết kế dạng xoắn ốc để tiết kiệm diện tích. Thang cuốn thường được lắp đặt ở các sân bay, siêu thị, trung tâm thương mại, các ga tàu điện... Thang cuốn hiện đại được sử dụng từng đôi với một chiều lên và một chiều xuống.
Để giảm bớt tai nạn, thang cuốn hiện đại có những mô hình kiểu mẫu sau: 
- Đa số, thang cuốn có tay vịn chuyển động theo kịp sự chuyển động bước thang để giúp người đi giữ thăng bằng khi thang dừng đôt ngột bởi lý do nào đó.
- Có tấm đệm chân ở đầu trên và đầu dưới chiều dài thang giúp người đi giữ thăng bằng khi kết thúc.
- Có ánh sáng phân ranh giới các bước thang bằng đèn huỳnh quang được nhuộm màu xanh lục, được gắn bên trong cơ chế vận hành của thang.
- Hai hay ba bước thang đầu tiên và cuối cùng được thiết kế thành chuỗi bằng phẳng để người đi cảm thấy dễ theo kịp tốc độ của thang do quán tính.
- Những đường ranh giới ở đầu hoặc cạnh bước thang được sơn màu vàng nổi bật như một lời cảnh báo.
- Hướng di chuyển (lên hay xuống) và tốc độ của thang có thể kiểm soát được theo thời gian trong ngày, hay theo lưu lượng người đi trên đó.

Một số tai nạn thang cuốn cơ học thể tránh bằng việc tuân thủ một số khuyến cáo an toàn đơn giản sau:
- Giữ tay vịn.
- Không sử dụng thang cuốn với mục đích vận chuyển các kiện hàng lớn hay đẩy hàng trên các thiết bị có bánh xe.
- Không nên sử dụng thang cuốn khi đi bằng nạng.
- Kiểm tra y phục như váy, cà vạt, khăn choàng, giây giày... để tránh bị quấn vào khe thang.
- Trẻ em cần phải có người lớn đi kèm.
- Nhìn thẳng về hướng đi.
- Khi kết thúc lượt đi nên ra khỏi khu vực thang để tránh ùn tắc.
- Đứng nép về một bên thang để người khác có thể đi qua khi họ cần.